# NGC 6275
NGC 6275 (другие обозначения — MK 503, MK 890, ZWG 321.7, ZWG 320.54, 7ZW 667, PGC 59262) — галактика в созвездии Дракон.
Этот объект входит в число перечисленных в оригинальной редакции «Нового общего каталога».